# Lazy Lake
Lazy Lake est un village américain situé dans le comté de Broward en Floride.

## Démographie
| 1960 | 1970 | 1980 | 1990 | 2000 | 2010 |
| ---- | ---- | ---- | ---- | ---- | ---- |
| 49   | 48   | 31   | 33   | 38   | 24   |

Selon le recensement de 2010, Lazy Lake compte 24 habitants. La municipalité s'étend sur 0,02 milles carrés (0,05 km2).